# Kende (település)
Kende (szlovákul: Kendice) község Szlovákiában, az Eperjesi kerület Eperjesi járásában.

## Fekvése
Eperjestől 8 km-re délre, a Tarca jobb partján fekszik.

## Története
A község területe ősidők óta lakott. Az újkőkorban a bükki kultúra emberének települése állt itt, később a péceli, majd a puhói kultúra embere lakta, valamint a Nagymorva birodalom idejéből is találtak településmaradványokat.
1249-ben IV. Béla király adománylevelében „Kendy” alakban említik először. A 13. században az Aba nembeli Péter és Jób mester birtoka. A 14. században Sáros várának uradalmához tartozott. 1338-ban „Ketkendy”, 1427-ben „Kendi” a neve és 26 portája adózott. 1478-ban „Naghkendi” és „Kyskendi” alakban szerepel a forrásokban, mivel a 15 és 17. század között két faluból, Kis- és Nagykendéből állt. 1787-ben 84 házában 641 lakos élt.
A 18. század végén Vályi András így ír róla: „KENDE. Kendicze. Német falu Sáros Várm, földes Urai több Uraságok, lakosai katolikusok, és más félék, fekszik Eperjeshez 3/4 mértföldnyire, ’s az Uraságoknak lakhelyeivel ékesíttetik, határja jó termékenységű, réttye sarjút is terem, legelője elég, fája is, piatzozásra alkalmatos.”
1828-ban 98 háza és 704 lakosa volt. Lakói mezőgazdasággal, gabonakereskedelemmel, állattartással és fuvarozással foglalkoztak. A 19. században határában homokbánya működött.
Fényes Elek 1851-ben kiadott geográfiai szótárában így ír a faluról: „Kende, tót falu, Sáros vmegyében, a Tarcza mellett, Eperjeshez délre 1 mfdnyire: 642 kath., 4 evang., 69 zsidó lak. Kath. paroch. templom. Földje is, de rétje különösen jó; erdeje van. F. u. többen.”
1920 előtt Sáros vármegye Eperjesi járásához tartozott.
Ma lakói főként földműveléssel, zöldségtermesztéssel foglalkoznak, illetve a környék magáncégeinél dolgoznak.

## Népessége
| Év:            | 1994. | 2004.    | 2014.    | 2024.   |
| -------------- | ----- | -------- | -------- | ------- |
| Emberek száma: | 1404  | 1672     | 1923     | 2082    |
| Eltérés:       |       | +19,08 % | +15,01 % | +8,26 % |

| Év:            | 2023. | 2024.   |
| -------------- | ----- | ------- |
| Emberek száma: | 2047  | 2082    |
| Eltérés:       |       | +1,70 % |

1910-ben 602-en, többségében szlovákok lakták, jelentős magyar kisebbséggel.
2001-ben 1617 lakosából 1517 szlovák és 90 cigány volt.
2011-ben 1819 lakosából 1650 szlovák és 76 cigány.

## Nevezetességei
- Mihály arkangyal tiszteletére szentelt, római katolikus temploma 1819-ben létesült klasszicista stílusban.
- Barokk-klasszicista kastélya 1792-ben épült.
- Klasszicista kápolnája a 19. század elején készült.
- Klasszicista kúria a 19. század elejéről.